# Erdenedalay
Erdenedalay (mongoliska: Эрдэнэдалай Сум, Эрдэнэдалай, Erdenedalay Sum) är ett distrikt i Mongoliet.   Det ligger i provinsen Dundgobi, i den centrala delen av landet, 260 km sydväst om huvudstaden Ulaanbaatar.